# 尚志大街

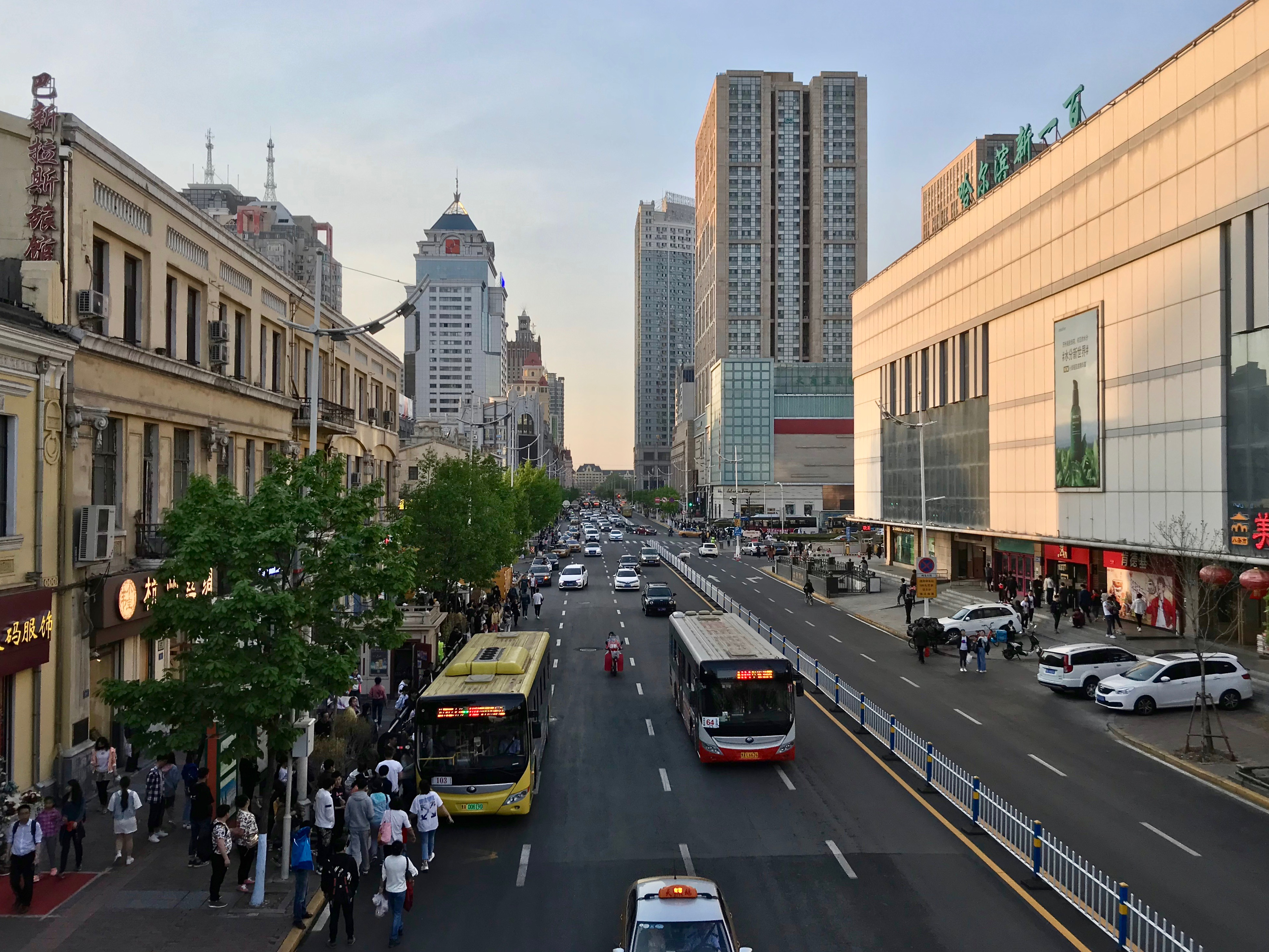

尚志大街是黑龙江省哈尔滨市道里区的一条马路。道路地势南高北低，地势最高点位于与东安街交界处。

## 历史
1900年，道路通车，称新城大街（俄语：Новогородняя Улица）。1946年7月7日，时任松花江省人民政府主席冯仲云在庆祝抗战胜利九周年大会上提议为纪念抗日将领赵尚志而更改街路名称。同日，改为尚志大街。

## 沿线设施
- 兆麟公园
- 中国人寿保险公司
- 哈尔滨银行
- 麦凯乐
- 哈尔滨新一百
- 中国联通
- 经纬360
- 道里菜市场